# Kaizer Chiefs Football Club
El Kaizer Chiefs Football Club es un club de fútbol sudafricano con sede en Johannesburgo que juega en la Premier Soccer League. Actualmente juegan la mayoría de sus partidos como local en el Soccer City en el barrio de Soweto, que comúnmente también se conoce como el Estadio FNB. Los colores tradicionales del club son el amarillo y el negro. 
El club fue fundado en 1970 por  Kaizer Motaung, al que debe su nombre. Pese a su tardía fundación, el equipo es uno de los más importantes y seguidos en el país, atrayendo una asistencia promedio de 13 686 en la temporada 2016-17, la más alta de la liga. Kaizer Chiefs han conquistado la liga sudafricana en 12 ocasiones y cuentan con 15 copas sudafricanas. Jugadores famosos que han pasado por el equipo incluye a los excapitanes del equipo nacional Lucas Radebe, John Moshoeu, Shaun Bartlett, Siyabonga Nomvete o Doctor Khumalo. 
El Kazier Chiefs mantiene una fuerte rivalidad local con el Orlando Pirates, también de Soweto, rivalidad agravada por el hecho de que Kaizer Motaung, fundador de los Chiefs, fue anteriormente jugador de los Pirates. Este partido y rivalidad es conocido como el Derbi de Soweto.

## Historia
Los Kaizer nacen en 1970, a partir de un problema entre varios jugadores del Orlando Pirates y parte de su directiva por un tema económico. Los jugadores que se marcharon del club en protesta, encabezados por la estrella del fútbol sudafricano Kaizer Motaung, decidieron organizar un nuevo equipo.
El club fue uno de los primeros en ser completamente profesional y se inscribió en la Liga profesional negra con el surgimiento de los campeonatos raciales durante el apartheid del país, y ganó varias ligas durante los años 70 y 80. Con el final de esa política en los 90, Kaizer Motaung y su equipo fueron, junto a otros clubes, unos de los impulsores de la Premier Soccer League. El equipo se ha mantenido hasta entonces como uno de los principales clubes de Sudáfrica.
Su mejor temporada fue la 2001-02, en la que consiguieron 6 trofeos sudafricanos y la posibilidad de disputar, como campeones de la Mandela Cup, la Recopa Africana de 2001, la cual también lograron y que le valió a los Chiefs para ser proclamados en 2002 como Equipo africano del año. Su primera liga de la PSL no la lograrían hasta la temporada 2003-04, a pesar de que anteriormente quedasen subcampeones hasta en 4 temporadas, y revalidarían el título en la campaña 2004-05.
Tras un empate acordado con otro club durante la Copa Confederación de la CAF en 2005, el equipo fue sancionado y apartado por la Confederación Africana de Fútbol de cualquier competición internacional de África hasta 2009. A pesar de ello han jugado partidos contra equipos ingleses en un torneo que también implica a los Orlando Pirates, la Vodacom Challenge.

## Estadio
Los Kaizer Chiefs disputan sus partidos en el Estadio Amakhosi, que fue finalizado en agosto de 2012, contando con capacidad para 35.000 espectadores. Está emplazado en Krugersdorp, a pocos kilómetros de Johannesburgo. Durante el periodo de construcción de este estadio, el club jugó en el FNB Stadium.

## Jugadores

### Plantilla actual
Datos actualizados al 8 de septiembre de 2023

## Entrenadores
- Thomas Johnson (1971)[19]
- Thomas Johnson y Kaizer Motaung (1972)[19]
- Kaizer Motaung (1973-1974)[19]
- Elkiam Khumalo (1974)[19]
- Eddie Lewis (1974-1976)[19]
- Elkiam Khumalo (1976)[19]
- Thomas Johnson (1976)[19]
- Elkiam Khumalo (1976)[19]
- Eddie Lewis (1976)[19]
- Kaizer Motaung (1977-1978)[19]
- Mario Tuani (1979-1980)[19]
- Eddie Lewis (1980)[19]
- Chris Ngcobo (1981)[19]
- Elkiam Khumalo (1981)[19]
- Joseph Setlhodi (1982)[19]
- Eddie Lewis (1983)[19]
- Elkiam Khumalo y Jackie Masike (1983)[19]
- Oscar Casares (1983)[19]
- Joe Frickleton (1984-1985)[19]
- Shaka Ngcobo (1985)[19]
- Eddie Lewis (1985)[19]
- Ted Dumitru (1985–1988)[19]
- Jack Chamangwana (1988)[19]
- Jeff Butler (1988-1989)[19]
- Jack Chamangwana (1989)[19]
- Augusto Palacios (1990)[19]
- Jeff Butler (1991)[19]
- Nelson Dladla (1991)[19]
- Wiseman Mbale (1992)[19]
- Jeff Butler (1992)[19]
- Sergio dos Santos (1993)[19]
- Nelson Dladla y Ryder Mofokeng (1993)[19]
- Geoff Hudson (1993)[19]
- Philippe Troussier (1994)[19]
- Trott Moloto (1994)[19]
- Augusto Palacios (1995-julio de 1995)[19][20]
- Trott Moloto (interino- julio de 1995-septiembre de 1995)[20]
- Jeff Butler (septiembre de 1995-1996)[19][20]
- Walter da Silva (1996)[19]
- Wellington Manyathi (1997)[19]
- Paul Dolezar (junio de 1997-julio de 1999)[21][22]
- Jacob Sephoa (1999)[19]
- Muhsin Ertuğral (1999-2002)[19]
- Doctor Khumalo y Donald Khuse (2002-2003)[19]
- Ted Dumitru (2003-2005)[19]
- Ernst Middendorp (junio de 2005-marzo de 2007)[23][24]
- Kosta Papić (marzo de 2007-junio de 2007)[25]
- Muhsin Ertuğral (junio de 2007-mayo de 2009)[26][27]
- Vladimir Vermezović (mayo de 2009-abril de 2012)[28][29]
- Ace Khuse (interino- abril de 2012-mayo de 2012)[29]
- Stuart Baxter (mayo de 2012-junio de 2015)[30][31][32]
- Steve Komphela (junio de 2015-abril de 2018)[33][34]
- Giovanni Solinas (julio de 2018-diciembre de 2018)[35][36][37]
- Ernst Middendorp (diciembre de 2018-septiembre de 2020)[38]
- Gavin Hunt (septiembre de 2020-mayo de 2021)[39][40]
- Arthur Zwane y Dillon Sheppard (interino- mayo de 2021-junio de 2021)[40]
- Stuart Baxter (junio de 2021-april de 2022)
- Arthur Zwane (mayo de 2022-junio de 2023)
- Molefi Ntseki (junio de 2023-presente)

## Participación internacional

### Por competencia
Nota: En negrita competiciones activas.
| Competición                                            | Temp. | PJ | PG | PE | PP | GF  | GC | Dif. | Puntos | Títulos | Subtítulos |
| ------------------------------------------------------ | ----- | -- | -- | -- | -- | --- | -- | ---- | ------ | ------- | ---------- |
| Liga de Campeones de la CAF                            | 6     | 40 | 22 | 8  | 10 | 59  | 34 | +25  | 74     | –       | 1          |
| Recopa Africana                                        | 2     | 11 | 7  | 4  | 0  | 18  | 4  | +14  | 25     | 1       | –          |
| Supercopa de la CAF                                    | 1     | 1  | 0  | 0  | 1  | 1   | 4  | -3   | 0      | –       | 1          |
| Copa CAF                                               | 1     | 4  | 2  | 1  | 1  | 6   | 4  | +2   | 7      | –       | –          |
| Copa Confederación de la CAF                           | 3     | 23 | 9  | 6  | 8  | 26  | 22 | +4   | 33     | –       | 1          |
| Total                                                  | 13    | 79 | 40 | 19 | 20 | 110 | 68 | +42  | 139    | 1       | 3          |
| Actualizado a la Copa Confederación de la CAF 2020-21. |       |    |    |    |    |     |    |      |        |         |            |

#### Participaciones
- Liga de Campeones de la CAF: 6 (1993, 2005, 2014, 2015, 2016, 2020-21)
- Copa Confederación de la CAF: 3 (2014, 2018-19, 2020-21)
- Recopa Africana: 2 (2001, 2002)
- Copa CAF: 1 (2000)
- Supercopa de la CAF: 1 (2002)

## Palmarés
Los títulos son a partir de 1971, cuando el equipo comienza a disputar de manera profesional una Liga regular.

### Torneos nacionales (63)
- Liga Premier de Sudáfrica/National Soccer League (13): 1974, 1976, 1977, 1979, 1981, 1984, 1989, 1991, 1992, 2004, 2005, 2013, 2015
- Copa de Sudáfrica (Nedbank Cup) (14): 1971, 1972, 1976, 1977, 1979, 1981, 1982, 1984, 1987, 1992, 2000, 2006, 2013, 2025
- Copa de la Liga de Sudáfrica (Telkom Knockout) (13): 1983, 1984, 1986, 1988, 1989, 1997, 1998, 2001, 2003, 2004, 2007, 2009, 2010
- Top Eight Cup (12): 1974, 1976, 1977, 1981, 1982, 1985, 1987, 1989, 1991, 1992, 1994, 2001

- Castle Challenge (2): 1990, 1991
- Charity Cup (5): 1993, 1995, 1997, 1999, 2001
- Vodacom Challenge (5): 2000, 2001, 2003, 2006, 2009

### Torneos internacionales (1)
- Recopa Africana (1): 2001
- Subcampeón de la Liga de Campeones de la CAF (1): 2021